# Психология мира
Психология мира (англ. peace psychology) — область исследований в психологии, связанная с изучением психических процессов и поведения, порождающих насилие, предотвращающих насилие и способствующих использованию ненасильственных методов, а также создание благоприятных условий для обеспечения вежливого, уважительного и достойного обращения со всеми с целью уменьшения уровня насилия и содействия избавлению от его психологических последствий.
Психология мира направлена на развитие теоретических и практических подходов, нацеленных на предотвращение и ослабление прямого и структурного насилия. Данная дисциплина способствует ненасильственному разрешению конфликтов (миротворчество) и достижению социальной справедливости (миростроительство). Психология мира тесно связана с социальной психологией, политической психологией, общественной психологией, позитивной психологией, а также с целым рядом других психологических субдисциплин и смежных наук (политологией, социологией, иренологией, историей и др.). В ней рассматривается множество тем, среди которых одной из важнейших является изучение психологических предпосылок возникновения войн и других форм насилия, а также психологических последствий насильственных действий. Другая важнейшая тема — причины и последствия поведения, нацеленного на ненасилие. В последние годы психологи мира уделяют большое внимание различным формам насилия, которые создают угрозу миру даже при отсутствии военных действий: домашнее насилие, преступления на почве ненависти, смертная казнь, врачебные злоупотребления и институциональные механизмы, ведущие к обнищанию населения и ухудшению качества окружающей среды.

## История развития
История психологии мира начинается с середины первого тысячелетия до нашей эры, со времён Пифагора, которого называют одним из первых психологов в истории человечества. Многие мыслители древности и средневековья высказывали идеи, которые современные психологи мира считают актуальными и по сей день. В течение XX столетия учёными были проведены обширные теоретические разработки, связанные с отказом от применения насильственных методов для решения проблем. Стимулом к развитию данного направления стало массовое движение за отказ от насилия во множестве стран. К концу XX века общее число людей, так или иначе участвующих в этом движении, составило почти три миллиарда, то есть 64 % от тогдашней численности человечества. Многие классики психологии уделяли значительное внимание мирному урегулированию конфликтов.

### Предыстория
Психологическая наука в целом имеет философские корни, уходящие в глубину тысячелетий. Психология мира, в частности, опирается на давнишние размышления выдающихся мыслителей относительно психических процессов и их связи с войной и миром. В древней Индии Сиддхартха Гаутама Будда в середине I тысячелетия до нашей эры провозгласил, что причиной страданий являются желания, и что мир может быть достигнут при помощи самоотречения. Он указал на несколько принципов, включая сострадание и ненасилие, придерживаться которых необходимо для духовного благополучия любого человека. В III веке до н. э. воинственный царь Ашока после обращения в буддийскую веру немедленно прекратил боевые действия и стал придерживаться миролюбивой политики. В древнем Китае Конфуций утверждал, что войны возникают из-за дисгармонии и для их предотвращения необходимо соблюдать гармонию и социальную иерархию. Лао-цзы, напротив, в трактате Дао дэ цзин утверждал, что людям следует отказаться от общественного диктата и искать гармонии в уподоблении вселенским порядкам, включающим равновесие, гармонию и сострадание. Древнегреческий драматург Аристофан в пьесе «Лисистрата» выдвинул идею о том, что психология войны обусловлена заносчивостью мужчин и их жаждой политической власти. По сценарию пьесы, войну прекращают женщины с обеих воюющих сторон. Среди более поздних мыслителей-предшественников психологи мира упоминают чешского педагога Яна Амоса Коменского, английского квакера Джонатана Даймонда, а также американского писателя Марка Твена .

### Ранний период

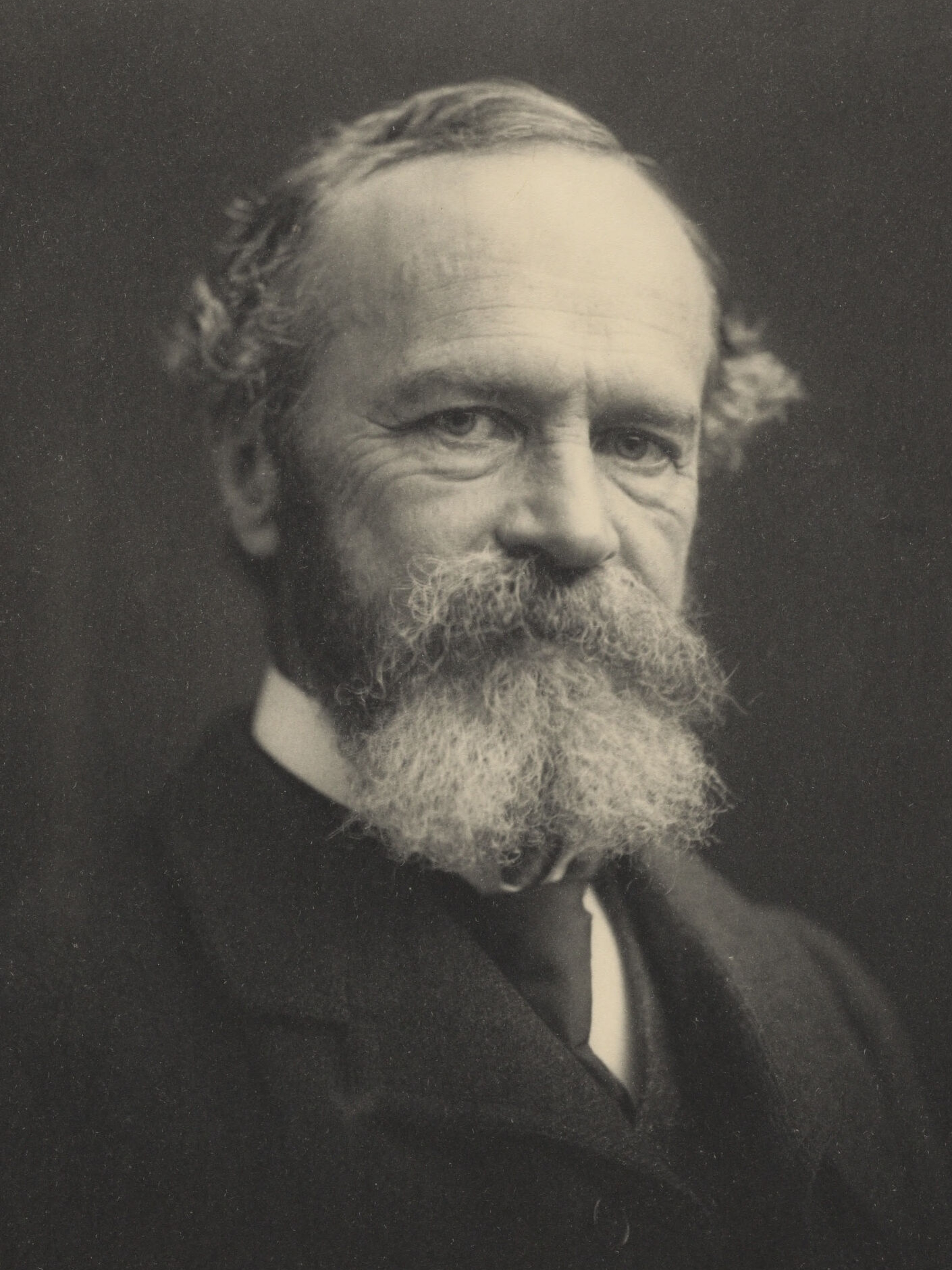
Уильям Джеймс, которого называют первым психологом мира

В 1910 году один из главных основателей современной психологической науки Уильям Джеймс написал ставшее впоследствии знаменитым эссе под названием «Моральный эквивалент войны» («The Moral Equivalent of War»), в котором он заложил основы субдисциплины, впоследствии получившей название «психология мира». Джеймс предложил заменить военный энтузиазм ненасильственными альтернативами, обладающими одинаковой привлекательностью с точки зрения психологии. Он призвал заменить стремление к военным подвигам стремлением к искоренению нищеты, отсталости и невежества. Джеймс выделил шесть основных аспектов, которые романтизируют войну:
1. чувство гордости, проистекающее из осознания своей принадлежности к определённой группе и своей помощи этой группе;
2. война способна придавать смысл и цель жизни, которая в обычных условиях кажется скучной и неинтересной;
3. война позволяет отвлечься от неуверенности в себе и от отвращения к самому себе путём проецирования этих чувств на других людей;
4. наличие общего врага сплачивает перед лицом внешней угрозы членов группы, которые после окончания войны возобновляют внутренние раздоры;
5. война предоставляет возможности для демонстрирования людьми качеств, вызывающих восхищение: дисциплинированности, мужества, самопожертвования во имя высшей цели;
6. военная истерия устраняет тревогу, вызываемую состоянием неопределённости.

Каждый из этих аспектов в дальнейшем был разработан психологами мира. Уильяма Джеймса они часто называют первым психологом мира.

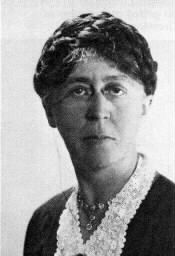
Мэри Паркер Фоллет

В 1924 году вышла работа социального психолога Мэри Паркер Фоллет «Созидательный опыт» («Creative Experience»), в которой она впервые представила концепцию решения конфликтов путём интеграции, а не уравновешивания интересов. Фоллет выразила мнение, что данный подход имеет преимущество перед доминированием или компромиссом, поскольку он затрагивает первопричины конфликтов. Если при доминировании ущемляются интересы одной стороны, а при компромиссе — интересы обеих сторон, — то при интеграции достигается двойной выигрыш. Основная идея Фоллет состоит в том, что при рассмотрении интересов, а не позиций сторон конфликта, эти позиции могут быть изменены таким образом, чтобы соблюдались все интересы. Хотя определённых конфликтов лучше всего всячески избегать, некоторые конфликты являются следствием многообразия и могут привести к созиданию. Подход, предложенный Фоллет, в дальнейшем получил широкое распространение в менеджменте, конфликтологии и международной дипломатии.
В настоящее время большинство психологов мира разделяет точку зрения, согласно которой следует не устранять конфликты, а находить способы их использования в созидательных целях.
Англо-американский психолог Уильям Мак-Дугалл, работавший во время первой мировой войны в британском госпитале, в 1925 году изложил своё понимание психологических причин войны. Он выделил среди них наращивание вооружений и дух патриотизма. Менее значительными причинами Мак-Дугалл считал интересы представителей военной промышленности, определённых деловых и политических кругов, а также естественную человеческую сварливость. Для предотвращения войн, по его мнению, необходимо создание международного суда, в распоряжении которого были бы международные полицейские формирования и базирующиеся в стратегически важных точках немногочисленные военно-воздушные силы. В изданной в 1931 году работе Мак-Дугалл сделал прогноз, согласно которому развитие технологий не приведёт к повышению безопасности. Он фактически предсказал создание ядерного оружия, заявив следующее: «если бы какой-нибудь физик реализовал подобную светлую мечту и научил бы нас высвобождению энергии из атома, всё человечество жило бы под угрозой внезапного уничтожения из-за враждебности какого-нибудь циника, халатности какого-нибудь оптимиста или же благожелательности какого-нибудь пессимиста».
Иван Павлов в 1930 году совместно с рядом известных учёных (Альбертом Эйнштейном, Бертраном Расселом и др.) выступил с заявлением о необходимости принятия мер, направленных на предотвращение военной угрозы. В этом заявлении говорилось об опасности мировой экономической катастрофы и о неизбежности новой войны в результате наращивания вооружений. В нём также констатировалось, что до тех пор, пока правительства откладывают разоружение, их декларации о мире остаются тщетными.
В 1936 году группой из 3 тысяч психологов и представителей смежных наук в США было создано Общество психологических исследований социальных вопросов (The Society for the Psychological Study of Social Issues, SPSSI), которое в 1937 году стало организацией, аффилированной с Американской психологической ассоциацией, а 1945 году получило статус отдела 9 АПА. Оно обеспечило развитие прикладной психологии в таких областях, как исследования войны, расовые предрассудки, трудовые конфликты. Общество психологических исследований социальных вопросов на многие десятилетия стало организационной основой для психологов мира. В конце XX века, после образования Американского психологического общества, Общество психологических исследований социальных вопросов присоединилось к нему в качестве аффилированной организации, сохранив при этом свою независимость. Вторая мировая война естественным образом повысила интерес научного сообщества к вопросам войны и мира. В 1945—1946 гг. в АПА был создан отдел 19 «Военная психология» («Division of Military Psychology»).

### Послевоенный период
В послевоенные годы было опубликовано большое количество научных работ, предлагавших использование психологии для предотвращения войн. В 1946 году Общество психологических исследований социальных вопросов опубликовало в журнале American Psychologist доклад, в котором указывалось на то, что атомная энергия стала психологической проблемой. Он содержал шесть основных пунктов:
1. реальная опасность атомной бомбы должна быть прояснена для всех;
2. требуются серьёзные и разумные действия для установления дружественных отношений в международной сфере;
3. над использованием атомной энергии должен быть установлен международный контроль;
4. производство атомных бомб следует прекратить незамедлительно;
5. над использованием атомной энергии срочно должен быть установлен гражданский контроль;
6. необходимо развивать применение атомной энергии в созидательных целях.

Эти положения получили широкое освещение и позитивный отклик в средствах массовой информации. В последующие десятилетия во многих странах мира социальные активисты продолжили выступления против ядерного оружия, сформировав международное Антиядерное движение.

В 1947 году произошло одно из самых важных событий за весь послевоенный период, имевшее долгосрочные и обширные последствия: правительство Великобритании предоставило независимость Индии после нескольких десятилетий успешного ненасильственного сопротивления местного населения, включая Махатму Ганди. Этот опыт стал убедительным свидетельством того, что ненасильственные действия являются эффективной стратегией для достижения практических целей. Он привёл к возникновению в течение последующих трёх десятилетий движений за независимость во множестве колониальных стран, которые в конечном счёте добились освобождения от иностранного гнёта. Только в Африке с 1950 под 1968 год независимость обрели 40 стран. Движение за независимость в Индии также послужило вдохновляющим примером для Движения за гражданские права чернокожих в США. Позднее аналогичные успешные кампании были проведены на Филиппинах и в восточноевропейских странах. Все эти события дали психологам мира обильный материал для построения теорий, концепций и практического использования принципов психологии.
Американская психологическая ассоциация также приняла участие в деятельности, связанной с поддержанием мира. В 1957—1960 гг. американские психологи по разным поводам посещали Советский Союз с рабочими визитами, многие из которых финансировались АПА. В 1959 году АПА провела опрос 75 психологов, представлявших различные субдисциплины и занимавшихся вопросами мира, в котором им было предложено высказаться, каким образом психологи могут поспособствовать поддержанию мира. Результаты опроса были опубликованы в журнале American Psychologist и привели к созданию специального комитета под названием «Комитет по психологии во внутренних и международных отношениях» (Committee on Psychology in National and International Affairs, CPNIA). Этот комитет в дальнейшем установил связи с органами исполнительной власти, а также с Конгрессом США. Он организовал множество встреч, конференций, исследовательских программ.

### 1960-е годы
Администрация президента США Кеннеди с большой охотой консультировалась с учёными, в том числе и с психологами. Сенатор Хьюберт Хамфри одобрял привлечение психологов к решению вопросов международной политики. Тем самым в США в начале 1960-х годов были созданы весьма благоприятные условия для развития психологии мира. Разработки психологов в этой сфере подробно обсуждались в американской администрации.
В 1961 году психолог Информационного агентства США Ральф К. Уайт в своей речи под названием «Зеркальные изображения в конфликте Востока и Запада» («Mirror Images in the East-West Conflict») представил концептуальную разработку речевых паттернов конфликтующих сторон. Он проанализировал 1400 цитат из различных источников с обеих сторон и представил универсальную модель речевых образов, при помощи которых каждая из конфликтующих групп описывает своих единомышленников положительно, а противников — отрицательно, пользуясь при этом одинаковыми терминами. Эти термины характеризуют представителей противоположной стороны как агрессоров; их правительства эксплуатируют и обманывают свой народ; основная часть населения не поддерживает режим в своей стране; они не заслуживают доверия; их политика находится на грани безумия. Подобные убеждения имеют тенденцию к самоподкреплению. Когда представители одной стороны конфликта расценивают действия другой стороны как враждебные, они отвечают враждебностью. Вторая сторона поступает аналогичным образом, в результате чего цикл продолжается. Данная разработка Уайта получила широкой освещение в американской прессе. В газете The New York Times она была изложена под заголовком «Психолог утверждает, что США и Советский Союз имеют одинаковые иллюзии друг о друге» («Psychologist Asserts that U.S. and the Soviet Union Share Similar Illusions About Each Other»). Сенатор Томас Дж. Додд вскоре потребовал увольнения Уайта с правительственной должности. Правление Американской психологической ассоциации в ответ единогласно проголосовало в поддержку Уйата.
В 1962 году вышла книга Чарльза Осгуда (который в то время занимал пост президента АПА) под названием «Альтернатива войне и капитуляции» («An Alternative to War or Surrender»). Её автор предложил пошаговый подход к стратегии снижения напряжённости — деэскалацию. Основная идея состояла в развороте гонки вооружений вспять при сохранении её динамики, так что в результате напряжённость постепенно ослабевала бы вместо постоянного усиления. Осгуд выслал экземпляр книги президенту Кеннеди и получил персональное уведомление от его секретаря о том, что Кеннеди прочитал эту книгу. Дальнейшая политика Кеннеди свидетельствует о влиянии на него идей Осгуда.
В 1969 году норвежский социолог Йохан Галтунг (известный как основатель иренологии) выдвинул две идеи, оказавшие большое влияние на развитие психологии мира: различие между негативным миром и позитивным миром; различие между прямым насилием и структурным насилием. Негативный мир означает отсутствие войны и других форм прямого насилия. Позитивный мир подразумевает условия, при которых ненасилие, социальная справедливость и экологическая безопасность устраняют причины насилия. Прямое насилие означает намеренное причинение вреда индивидами собственноручно или же через подчинённых. Структурное насилие осуществляется через социальные структуры. Оно не направлено на конкретных индивидов, но создаёт для них неблагоприятные условия — нищету, нарушения техники безопасности на производстве или же болезни, вызванные загрязнением окружающей среды. Одна из причин, по которой Галтунг создал концепцию структурного насилия, состояла в том, что защитники мира часто подвергались обвинениям в поддержке несправедливого статус-кво путём сопротивления революции, сопряжённой с насилием. Благодаря тому, что наносящие вред социальные ситуации стали рассматриваться как форма насилия, борьба с насилием приобрела бо́льшую полноту. Обе идеи Галтунга способствовали расширению предмета психологии мира, поскольку они привели к пониманию того, что для обеспечения мира недостаточно простого предотвращения войн, геноцида и распространения ядерного оружия. Если раньше движение за отказ от насильственных методов могло рассматриваться как угроза миру вследствие своего содействия росту напряжённости и созданию конфликтов, то благодаря идеям Галтунга появилась возможность рассматривать его как силу, способствующую достижению позитивного мира за счёт противодействия структурному насилию.
В конце 1960-х годов в США произошли политические потрясения, в ходе которых правление АПА выразило возмущение жестокостью действий полиции против антивоенных демонстрантов в 1968 году в Чикаго. Оно приняло решение о переносе следующего ежегодного собрания АПА из Чикаго (где оно должно было состояться) в другой город. Кроме того, американские психологи в эти годы активно выступали по вопросам войны во Вьетнаме, милитаризма, расизма, защиты прав душевнобольных и т. д.

### 1970-е годы

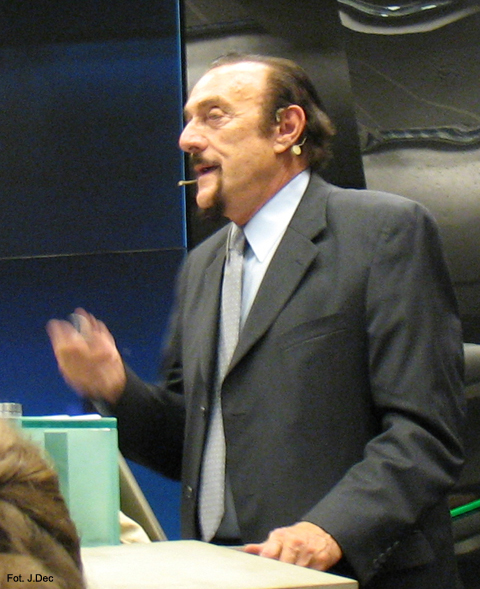
Филип Зимбардо, автор знаменитого Стэнфордского тюремного эксперимента

В течение 1970-х годов психологи мира создали ряд концептуальных разработок и провели важные эмпирические исследования. В 1971 году американский психолог Филип Зимбардо со своими коллегами провёл знаменитый Стэнфордский тюремный эксперимент. Его суть состояла в имитации тюремных условий на протяжении двух недель, однако эксперимент был прекращён через шесть дней в связи с тем, что экспериментаторы засвидетельствовали чрезмерное вживание участников в роли заключённых и надзирателей. Особое удивление у экспериментаторов вызвал тот факт, что они сами, наряду с участниками эксперимента, начали мыслить тюремными категориями.
Примерно в это же время Стенли Милгрэм проводил свои знаменитые эксперименты по
деструктивному подчинению авторитету. Они показали тревожно высокий уровень подчиняемости авторитету, по приказу которого одни участники эксперимента должны были подвергать других участников воздействию электрических разрядов, несмотря на отчётливо видимые страдания последних. Исследования Милгрэма помогли понять, почему так много людей склонно подчиняться приказам, влекущим за собой участие в зверствах. Социальные психологи в течение нескольких лет проводили подобные эксперименты для выяснения факторов, влияющих на уровень подчиняемости. В конечном счёте эти эксперименты были запрещены регулирующими органами из-за неэтичности. Однако Милгрэму удалось доказать, что культурные различия слабо влияют на уровень подчиняемости.
В 1972 году Ирвинг Лестер Джейнис опубликовал работу под названием «Жертвы группового мышления: психологическое исследование внешнеполитических решений и провалов» («Victims of Groupthink: A Psychological Study of Foreign-Policy Decisions and Fiascoes»). В этой работе Джейнис ввёл новое психологическое понятие «групповое мышление» для анализа внешнеполитических поражений США, наподобие неудачной операции в заливе Свиней, произошедших в результате ошибок президентской администрации. Концепция группового мышления оказалась полезной для понимания многих военных и политических ситуаций. Она объясняет, почему в некоторых случаях иррациональность решений, принятых группой, намного выше по сравнению с решениями, которые бы приняли по отдельности входящие в группу индивиды. На членов группы оказывают психологическое давление такие факторы, как консенсус группы, распыление ответственности и т. п..
В те же годы проводились обширные психологические исследования, касающиеся ненасилия. В 1972 году американский философ Ричард Бартлетт Грегг в своей книге «Психология и стратегия ненасильственного сопротивления Ганди» представил психологическое обоснование политической концепции Махатмы Ганди. В 1973 году американский политолог Джин Шарп опубликовал фундаментальный трёхтомный труд под названием «Политика ненасильственной деятельности», в котором рассмотрены политические процессы, история и психологические компоненты. Шарп подробно описал психологический базис политической власти и представил объяснения того, почему люди подчиняются властям до определённого момента и почему они могут прекратить подчиняться в определённый момент. Лерой Пелтон в вышедшей в 1974 году книге «Психология ненасилия» использовал методы социальной психологии для объяснения успешности ненасильственной деятельности, включая необходимость когнитивной последовательности для предотвращения когнитивного диссонанса. Впоследствии для обоснования эффективности методов ненасильственного сопротивления была использована 
теория атрибуции, в соответствии с которой люди объясняют своё плохое поведение внешними обстоятельствами, а своё хорошее поведение — личными качествами. Для участников ненасильственных кампаний была использована интерпретация, которая позволяла им объяснять свои насильственные действия внешней обстановкой, а отказ от насилия — их личными благородными побуждениями.

### Позднейший период

#### В США
Для позднейшего периода развития психологии мира характерно расширение спектра рассматриваемых вопросов. Помимо причин, вызывающих войны и другие формы насилия, представители данной дисциплины стали уделять большое внимание психологическим последствиям насилия как для участников насильственных действий, так и для их жертв. В 1980-м году окончательно сформировалась концепция посттравматического стрессового расстройства (ПТСР), которая в дальнейшем была включена в Руководство по диагностике и статистике психических расстройств Американской психиатрической ассоциации, а также в Международную классификацию болезней ВОЗ. С тех пор учёные по сей день продолжают активные исследования ПТСР и его симптомов. Помимо ветеранов и жертв войн, исследования ПТСР ведутся в отношении беженцев и жертв преступлений. ПТСР может возникать при любой разновидности травм, однако опытным путём было доказано, что симптомы ПТСР проявляются наиболее ярко, если травма нанесена человеком, а не получена в результате несчастного случая или стихийного бедствия.
В 1982-м году была создана независимая некоммерческая организация «Психологи за социальную ответственность» (Psychologists for Social Responsibility, PsySR), основная цель которой заключалась в предотвращении ядерной войны. Эта организация до настоящего времени остаётся одним из наиболее влиятельных объединений психологов, занимающихся вопросами мира в Соединённых Штатах. В том же году Совет представителей Американской психологической ассоциации принял резолюцию, в которой он призвал к замораживанию вооружений, воссозданию продуктивной гражданской экономики и призвал членов АПА к политической активности для достижения этих целей. Резолюция широко освещалась в прессе и на общественных форумах. Совет по делам науки АПА выступил против данной резолюции, выразив мнение, что научная организация не должна вовлекаться в социальную пропаганду, но резолюция осталась в силе.
В 1981 году клинический психолог Алан Нельсон после завершения симпозиума на ежегодном собрании АПА, который спонсировался SPSSI, выдвинул план создания в АПА отдела психологии мира (термин «психология мира» был предложен им же). Он убедил в необходимости создания такого отдела Карла Роджерса и некоторых других известных психологов, собрав более 200 подписей в поддержку этой идеи. Вскоре Нельсону оказали организационное содействие психологи-единомышленники, и к 1985 году было собрано несколько сотен подписей членов АПА. Однако к этому времени численность АПА выросла, так что процент сторонников плана Нельсона оказался меньше требовавшегося (необходимо было собрать 1 % голосов от численности членов АПА, то есть более 600 голосов). Кроме того, в условиях холодной войны финансирование создаваемого отдела было затруднено. К тому же многие члены Совета представителей АПА выражали опасения по поводу излишней политизированности данного направления психологии. Более того, ряд американских мейнстримных психологов выразил сомнения в том, что психология мира является «настоящей» психологией. Таким образом, психология мира была маргинализирована. Хотя идее создания отдела психологии мира в АПА выразили поддержку столь известные учёные, как Карл Роджерс и Беррес Фредерик Скиннер, в 1987 году официальная петиция о его формировании была отклонена Советом представителей АПА. Поскольку в 1988 году Совет представителей АПА наложил двухгодичный мораторий на создание новых отделов, у психологов мира появилось время для координации действий. Радикальные внешнеполитические перемены, связанные с реформами Горбачёва в СССР, помогли усилить признание данного направления психологии в американской академической среде. 13 августа 1989 года Совет представителей АПА одобрил вторую петицию о создании отдела психологии мира. Официальным днём рождения отдела психологии мира АПА считается 11 августа 1990 года. Полное наименование этого отдела — Отдел 48: Общество изучения мира, конфликта и насилия: Отдел психологии мира Американской психологической ассоциации (Society for the Study of Peace, Conflict, and Violence: Peace Psychology Division of the American Psychological Association). С 1995 года отдел 48 АПА выпускает свой ежеквартальный журнал под названием Peace and Conflict: The Journal of Peace Psychology. В последние годы американские психологи мира значительно расширили рамки данной дисциплины, адаптируясь к новым реалиям. Большое внимание ими стало уделяться проблеме терроризма, что связано с событиями 11 сентября 2001 года.

#### В других странах
Психология мира, как и многие другие направления психологической науки, в значительной степени опирается на разработки, сделанные в Северной Америке. При этом она активно развивается и в других частях света. В Европе исследования в области психологии мира ведутся параллельно исследованиям в США. Они касаются местных проблем — таких как этнонациональные конфликты в Северной Ирландии и странах бывшей Югославии, греко-турецкий конфликт на Кипре, конфликт в Эстонии и др. В последние годы психологи мира в Европе, подобно их коллегам из США, уделяют большое внимание проблеме терроризма, что связано с террористическими актами в Мадриде в 2004 году и в Лондоне в 2005 году.
Психология мира в Азии находится под влиянием местных особенностей, к числу которых относится низкий уровень жизни в подавляющем большинстве стран этого региона, а также высокий уровень религиозности азиатского населения. Психологи мира в Азии разрабатывают подходы к решению проблем межэтнических, межрелигиозных и межгосударственных конфликтов с учётом местной политической истории и местных культурных традиций миротворчества. Развитие психологии мира как академической дисциплины в азиатском регионе проявляется в создании в самые последние годы программ с присвоением степени MA по психологии мира в университетах Индонезии и Малайзии. Кроме того, во множестве университетов в Пакистане, Японии, Индонезии, на Филиппинах психология мира преподаётся в рамках учебных курсов без присвоения степеней по ней.
На психологию мира в Австралии сильно повлияла история колонизации этого континента. Поскольку до прибытия первых поселенцев из Британии в Австралию её территория была обжита племенами аборигенов, австралийским психологам мира приходится решать связанные с этим проблемы. Кроме того, психология мира в Австралии вынуждена учитывать местные условия мультикультурализма. В 1984 году в Австралийском психологическом обществе была создана Группа интересов «Психологи за предотвращение войны» («Psychologists for Prevention of War», PPOW), которая в настоящее время носит название «Психологи за мир» («Psychologists for Peace», PFP).
Африканская психология внесла существенный вклад в несколько областей психологии мира, таких как межгрупповые отношения, мирная жизненная философия, практика разрешения конфликтов. В Африке существует ряд традиционных обществ, чей образ жизни и мировоззрение способствуют укреплению мира, сотрудничеству и ненасильственному разрешению конфликтов. Эти общества сохраняют остатки древних традиций миростроительства, которые были по большей части уничтожены колониальной интервенцией, разрушившей относительную стабильность и доминировавшее ранее на африканском континенте мирное сосуществование множества племён.
В 1989 году в Болгарии состоялся первый Международный симпозиум по сотрудничеству в психологии мира (International Symposium on the Contributions of Psychology to Peace), в которым приняли участие психологи мира из множества стран. В дальнейшем подобные симпозиумы стали проводиться ежегодно в Германии, США, ЮАР, Австралии, Коста-Рике, на Филиппинах и в других странах. В 1994 году ЮНЕСКО одобрила вспомогательные материалы Комитета по психологическому исследованию мира Международного союза  психологической науки, что стало признанием вклада психологии в дело достижения мира и социальной справедливости.

## Отличительные особенности психологии мира
Психология мира выделилась в качестве самостоятельного направления в психологической науке в 1980-е годы. Ранее она развивалась в рамках других наук, с которыми сохраняет тесную связь и в настоящее время. По этой причине многие авторы считают психологию мира эклектическим соединением концепций, заимствованных из различных дисциплин (социальной психологии, динамической психологии, интерперсональной психологии и др.) и применённых к иренологии. Итальянские психологи Антонелла Сапио (Флорентийский университет) и Адриано Дзамперини (Падуанский университет) опровергают это мнение, характеризуя психологию мира как междисциплинарное направление со своими собственными уникальными теоретическими, методологическими и практическими подходами, кототорые бросают вызов традиционным психологическим подходам. По их словам, использование психологами мира концепции ненасилия произвело «Коперниковскую революцию» в понимании властных отношений. Основываясь на концепции структурного насилия, психологи мира заявили о девиантном характере властных отношений, неизбежно порождающих человеческие страдания. А. Сапио и А. Дзамперини выделили три типа проблем в западной психологической науке, решение которых привело к возникновению психологии мира как «альтернативной психологии»:
1. Недостаточная социальная релевантность, выражающаяся в неспособности психологии предложить адекватные подходы для решения многих социальных проблем;
2. Придание универсальной валидности локальным исследованиям искусственно выбранных групп населения;
3. Стремление к научной нейтральности, следствием которого стал отказ от этического измерения.

Они указывают, что мир в психологии мира является не объектом исследования, а краеугольным камнем принципиально нового эпистемологического подхода. Традиционная психология и психиатрия, начиная с психоанализа, базируются на предположении, что объектом медицинского ухода является пациент, страдающий какой-либо формой психического расстройства и нуждающийся в помощи терапевта. На этом положении основана и клиническая модель терапевтических отношений, ставящая пациента в зависимость от терапевта и отчуждающая их друг от друга. При разрешении конфликтов традиционная психология стремится примирить стороны без устранения отчуждения. Психология мира предлагает альтернативный подход, основанный на подлинной эмпатии и направленный на трансформацию взаимодействия между конфликтующими сторонами путём изменения условий их жизни. Предложенный Йоханом Галтунгом подход под названием TRANSCEND (пропагандируемый одноимённой организацией), может быть сведён к трёхчастной «мантре»: эмпатия, ненасилие, творчество.
Для описания различий между традиционной психологией и психологией мира А. Сапио и А. Дзамперини представили следующую схему:
| Традиционная психология                                               | Психология мира                                                                           |
| Объединяющий подход                                                   | Осознание разногласий                                                                     |
| Умиротворение как основной способ разрешения конфликтов               | Трансформация конфликтов, ведущая к изменениям                                            |
| Поиск компромиссных решений в ссорах                                  | Отсутствие поиска компромиссных решений до распределения страданий                        |
| Вмешательство на основе вертикальных властных отношений               | Вмешательство на основе подлинного распределения опыта                                    |
| Негативный, пассивный или лёгкий мир (без структурных преобразований) | Активное миротворчество, ненасилие, трудный мир (столкновение с сопротивлением переменам) |
| Мир как индивидуальный, внутренний аспект                             | Мир как коллективный аспект                                                               |
| Нацеленность на индивидуальное благополучие                           | Нацеленность на коллективное благо через социо-эмоциональные практики соучастия           |
| Практики миротворчества и посредничества                              | Практики миростроительства и фасилитации                                                  |

В число практических методов, используемых психологами мира, входят групповые тренинги, нацеленные на личностное и коллективное развитие путём принятия ненасилия. Эти тренинги не являются психотерапевтическими, они способствуют раскрытию ненасильственного потенциала личности в целях трансформации её социального взаимодействия. Другой применяемый психологами мира практический метод — психосоциальная фасилитация. Она представляет собой практику распределения опыта с участием социально незащищённых групп населения в целях трансформации аспектов структурного насилия, свойственных локальным социальным системам. Техники психосоциальной фасилитации пока не успели пройти широкой апробации и получить достаточную известность. Но, невзирая на недостаток научного признания этих техник, психологи мира считают их весьма перспективными.
Психология мира в значительной степени опирается на качественные методы, которые рядом учёных считаются ущербными с точки зрения строгости научной методологии. Психологи мира используют различные эпистемологические подходы, рассчитанные как на лабораторные исследования, так и на исследования совместных действий, а также на ряд других научных методов. Для представителей данной дисциплины характерно стремление противостоять редукционизму, свойственному многим отраслям современной науки. Разнообразие подходов в психологии мира отражается в утверждениях её представителей, которые говорят, что определение психологии мира зависит от геоисторического контекста, и что правильнее говорить о «психологиях мира», а не о «психологии мира».
Британский психолог Герберт Блумберг (Голдсмитский колледж) отмечает, что психология мира связана с удивительно большим количеством дисциплин. В число этих дисциплин входят не только отрасли науки, но и философия, этика, теология, а также различные виды искусства.

## Психология мира, религия и ненасилие
Психологи мира обращают внимание на факт наличия религиозных оснований во многих войнах. С другой стороны, религия определённо входит в число движущих сил ряда кампаний по ненасильственному разрешению конфликтов. Психологи мира в ряде работ подробно рассматривают аспект ненасилия религиозных доктрин, а также его применимость в рамках своей научной и прикладной деятельности.

## Оценки влиятельности
Норвежский социолог Чарльз Вебель (Университет Тромсё) отмечает, что, хотя все философы и психологи на словах являются сторонниками мира, те из них, кто пытается заниматься исследованиями в области мира на профессиональном уровне (по крайней мере, в англоязычных странах), рискует подвергнуться маргинализации и даже остракизму. Вебель утверждает, что психологи мира, как и их единомышленники-философы, работают на периферии (on the margins) своей дисциплины, как правило, занимаясь дополнением более «строгих, научных» исследований. Именно это, по его мнению, стало причиной создания в течение последних пятидесяти лет ряда специализированных организаций, в которых учёные могли бы заниматься исследованиями в области мира без риска академической и профессиональной изоляции. Создание отдела психологии мира в Американской психологической ассоциации он рассматривает в качестве одного из сдвигов в данном направлении.
Американский психолог Майкл Нильсен (Южный университет Джорджии) отмечает, что психология мира пока является небольшой областью в сравнении с такими субдисциплинами как психология развития и клиническая психология. При этом он указывает на её растущее признание, используя в качестве критериев количество подписчиков журнала «Peace and Conflict: Journal of Peace Psychology» в сопоставлении с некоторыми другими журналами АПА, меньший процент принятых к публикации в журнале «Peace and Conflict: Journal of Peace Psychology» рукописей в сравнении с некоторыми другими журналами АПА, а также появление академических программ по психологии мира в колледжах и университетах.
Согласно информации организации «Психологи за социальную ответственность», академические программы по психологии мира преподаются в весьма ограниченном количестве университетов. Для студентов, желающих специализироваться на психологии мира, такая возможность предоставляется в рамках некоторых программ по политической психологии, по социальной психологии и по разрешению конфликтов. Несколько университетов в США присваивают степени MA и PhD по смежным с психологией мира дисциплинам. На кафедре психологии Массачусетского  университета (Амхерст) в 2004 году была введена программа с присвоением степени PhD по социальной психологии со специализацией по психологии мира. Это единственная программа подобного рода в США.
Ведущие американские психологи мира в статье, опубликованной в журнале American Psychologist в 2008 году, высказали мнение, что хотя число публикаций по психологии мира за последние десятилетия значительно выросло, психологическое сообщество в целом расценивает данную дисциплину как нарождающуюся. Они также указали на противоречие между наличием нескольких тысяч публикаций по психологии мира в специализированных базах данных (включая PsycINFO) и отсутствием хотя бы одного учебника по психологии, в котором психологии мира была бы посвящена отдельная глава.
В Психологической энциклопедии Корсини, изданной в 2010 году, отмечается, что отдел психологии мира в Американской Психологической Ассоциации за свою относительно короткую историю успел оказать значительное влияние на эту организацию через участие его членов в правлении и комитетах АПА. Журнал Peace and Conflict: The Journal of Peace Psychology существенно поспособствовал увеличению признания психологии мира как самостоятельной психологической дисциплины по всему земному шару.
В предисловии к Энциклопедии психологии мира, изданной в 2012 году, говорится, что на сегодняшний день поразительно большое число психологов по всему земному шару идентифицирует себя как психологов мира или же называет психологию мира частью области своих интересов.